# Bulbophyllum dracunculus
Bulbophyllum dracunculus là một loài phong lan thuộc chi Bulbophyllum.